# Девятка (узел)
Девя́тка (англ. Intermediate Knot — «промежуточный узел») — узел, который завязывают для создания незатягивающейся петли на конце альпинистской верёвки. Применяют в промальпе, спелеотуризме. Контрольный узел не требуется.
К достоинствам узла относится его эффективность — 70—74% и простота завязывания. Недостаток узла — его трудно развязать.
Также применяют в морском деле в качестве стопорного узла на конце троса, предотвращающего выхлёстывание конца троса из шкива блока.

## Способы завязывания

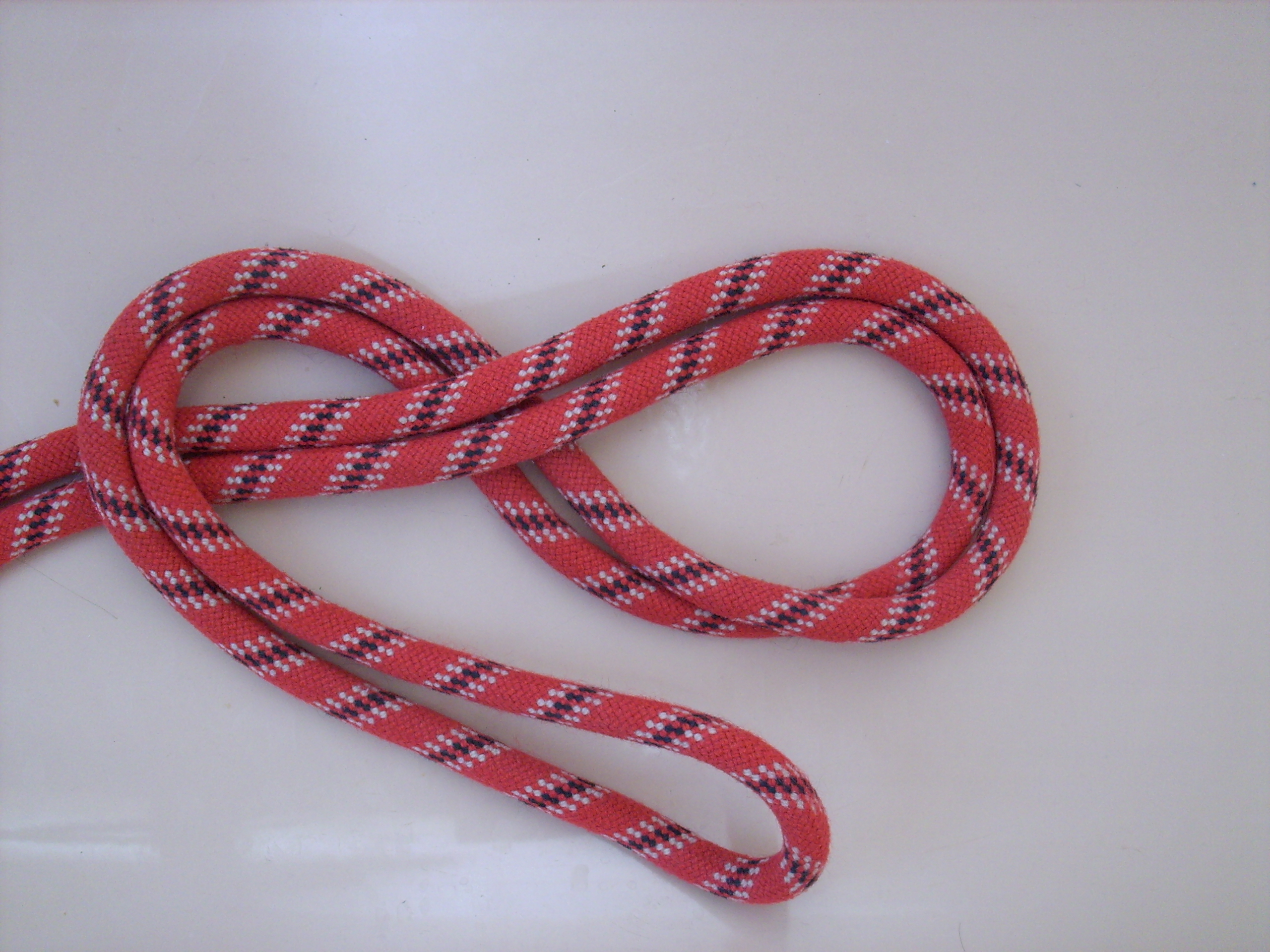
1. Сделать восьмёрку.
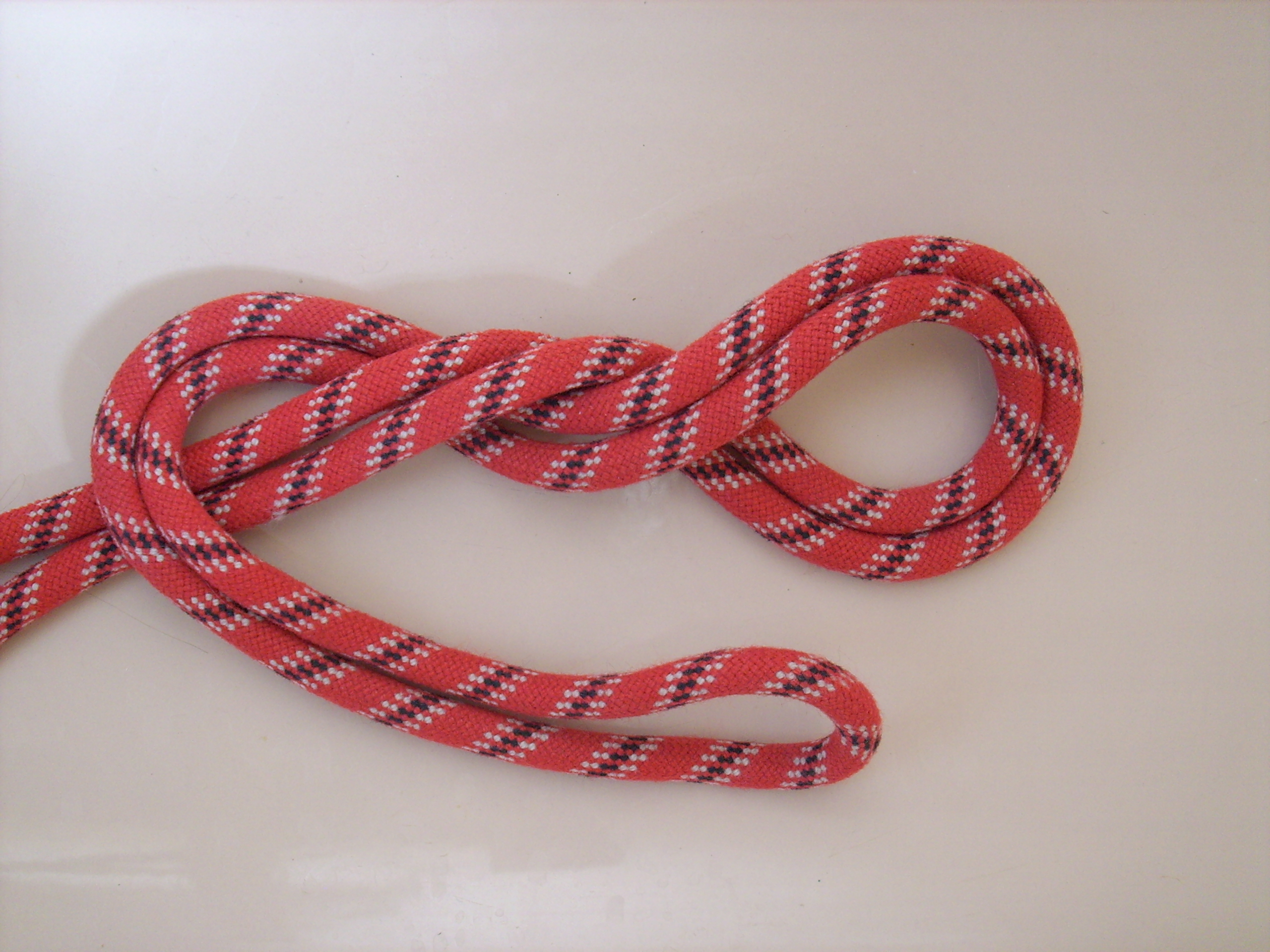
2. Перевернуть петлю ещё раз.
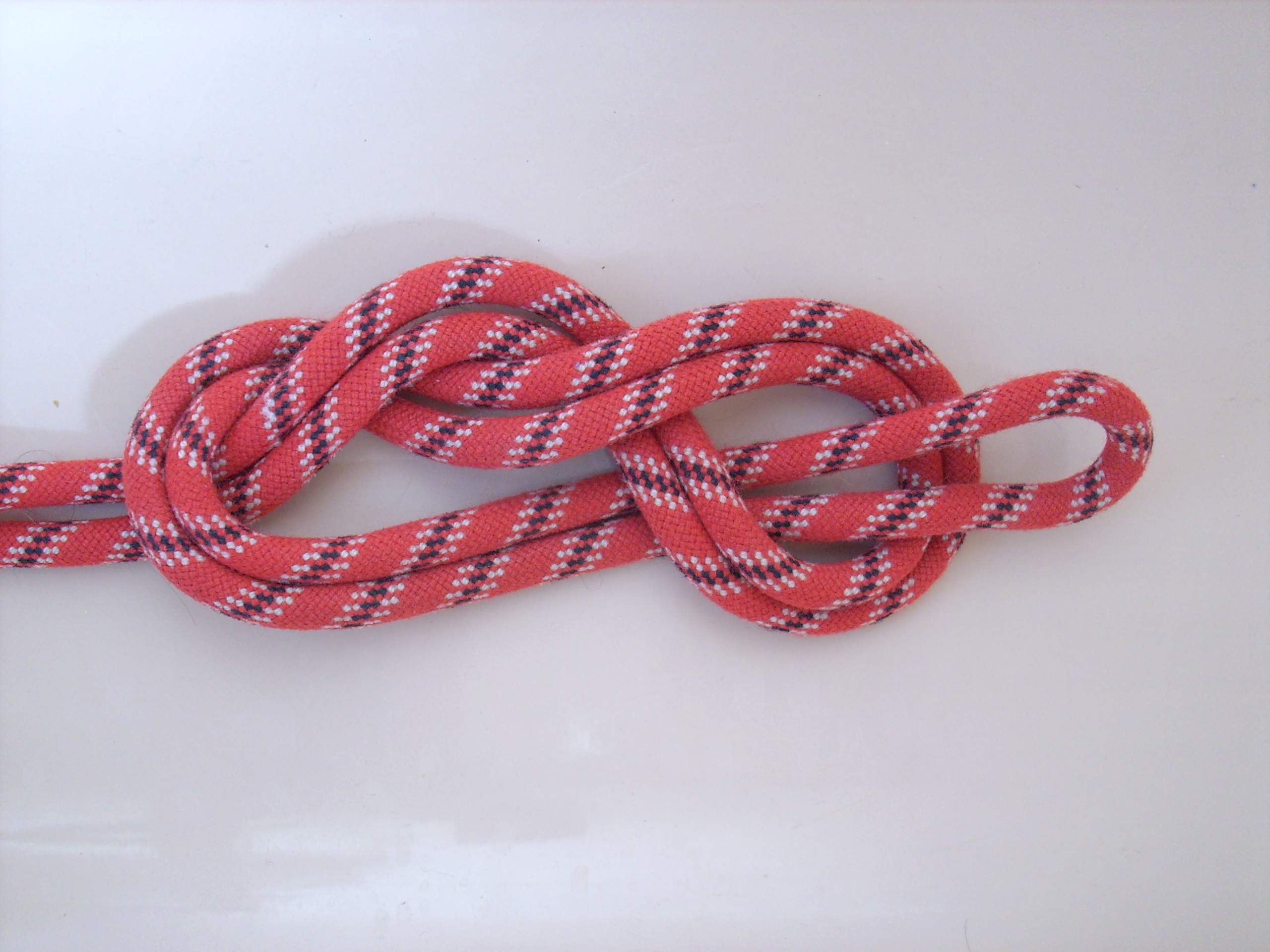
3. Затянуть.
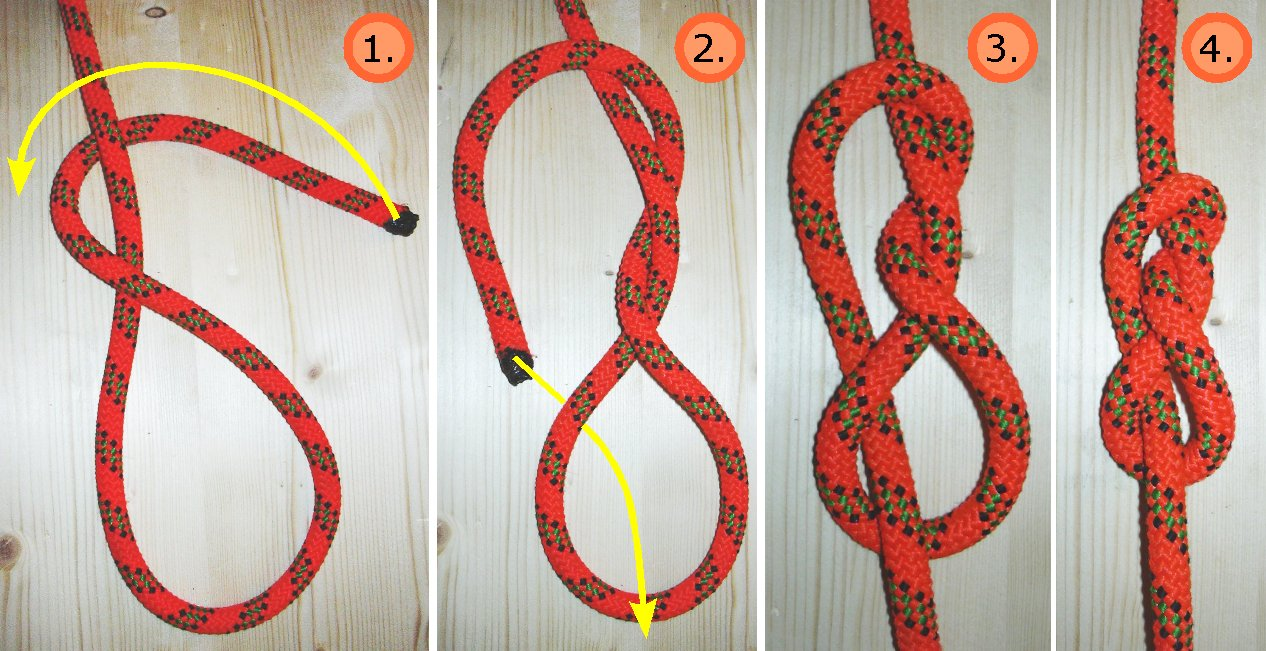
способ завязывания в качестве сто́порного узла одним концом